# Église catholique-chrétienne de Suisse
L'Église catholique chrétienne de Suisse, appelée aussi vieille-catholique ou catholique nationale, est l'église suisse membre de l'Union d'Utrecht des Églises anciennes catholiques.

## Historique

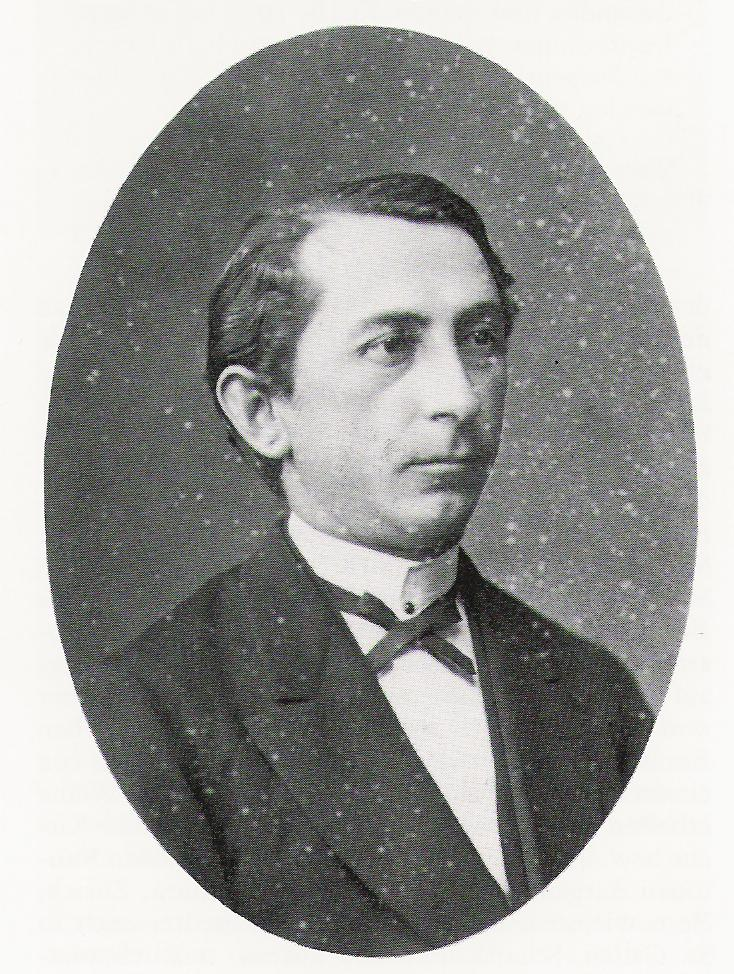
Eduard Herzog, premier évêque de l'Église

En Suisse, cette séparation a eu pour cadre la lutte politique entre les partisans des nouvelles idées libérales et les tenants de l’ordre traditionnel, durant la seconde moitié du 19e siècle. Le point de rupture a été atteint avec le concile Vatican I (1869-1870) qui a notamment établi le dogme de l’infaillibilité et de la primauté du pape. Constituée en 1871, dans le contexte du Kulturkampf, elle est reconnue officiellement par la Confédération en 1876 malgré le petit nombre de fidèles (46 600 en 1877). En 1875, le premier synode de l'Église catholique-chrétienne, organisée en diocèse, se tint à Olten. 
Il y a environ 33 paroisses en Suisse dont la plupart en Suisse allemande. L'unique évêque de la communauté est désigné par un vote du Synode national, donc chaque prêtre, femme ou homme suisse, peuvent être élus évêque. Les ecclésiastiques ne sont pas astreints au célibat, les femmes peuvent être ordonnées prêtres depuis 1999 et les personnes divorcées peuvent se remarier. Depuis 2006, les couples homosexuels peuvent se faire bénir.
L'Église catholique chrétienne de Suisse est engagée depuis longtemps en faveur de l'œcuménisme, elle est membre du Groupe de travail des Églises chrétiennes de Suisse au niveau national et elle est en pleine communion avec l'Église anglicane. Avec cette dernière, des échanges de prêtres et d'églises peuvent se faire sans problème.

## Évêques de Suisse
- Edouard Herzog (1876 - 1924)
- Adolphe Küry (1924 - 1955)
- Urs Küry (1955 - 1972)
- Léon Gauthier (1972 - 2001)
- Hans Gerny (1986 - 2001); Olten, le 26 juin 1937 - Berne, le 19 janvier 2021
- Fritz-René Müller (2001 - 2009)
- Harald Rein (2009 - 2023)
- Frank Bangerter ( 2024 - )

## Organisation
- Le Synode national délibère et décide, en collaboration avec l’évêque, en matière de questions essentielles de la vie ecclésiale, il assure la conduite de l'Église chrétienne de Suisse

- Le Conseil synodal est l’organe exécutif du Synode national. Il est élu par le Synode national et se compose de six membres laïques et de quatre ecclésiastiques.